# Federico Álvarez del Toro
Federico Álvarez del Toro es un director de orquesta y compositor mexicano. Nació en Tuxtla Gutiérrez, Chiapas, en 1953. Hijo del renombrado biólogo Miguel Álvarez del Toro; temáticas de naturaleza predominan en su música en obras como el El canto de los volcanes y el Espíritu de la tierra; óperas que lo han destacado como uno de los compositores mexicanos más importantes de su generación.

## Educación y obra
Estudió en la Escuela Superior de Música del INBA, en la Escuela Nacional de Música de la UNAM y en el Conservatorio Nacional de Música; fue alumno de Rodolfo Halffter, Eduardo Matta y Leo Brouwer, entre otros maestros. Ha compuesto partituras dentro de las grandes formas sinfónicas orquestales y para música de cámara e instrumentos solistas, en donde la voz es el principal vehículo expresivo; su lenguaje musical se ha inspirado en las fuentes sonoras de la selva tropical mesoamericana. Ha escrito música para danza, teatro, cine y recientemente ha incursionado en la ópera. Sus obras se han grabado para la EMI International y han sido interpretadas por importantes orquestas sinfónicas del país y del extranjero. Ha impartido clases de música, historia y análisis, y ha sido miembro de diversos jurados. Fue elogiado en el Royal Festival Hall de Londres por la magistral ejecución de su partitura El espíritu de la tierra, por la New Philarmonia Orchestra de Londres, conducida por Eduardo Matta. Actuó para los Premio Nobel de Medicina y realizó una gira artística que abarcó Estados Unidos, Hawái, África. Fue invitado a la National Arts Academy de Washington y ha recibido importantes premios, entre ellos, el Premio Nacional de la Juventud en Música, el Diploma de la Unión de Cronistas de Teatro y Música, el Premio Chiapas, otorgado por el Estado a las Artes y Ciencias, y la Medalla de Oro, entregada por el presidente de México.

## Obras
- Gneiss (union) (1982)
- Ozomatli (maax, mono) (1982)
- El Espíritu de la Tierra (1983)
- Viendo tus ojos (1990)
- Espejos (1994)
- El gigante: Himno a Chiapas (1996)
- El canto de los volcanes (1997)